# Promise
Promise е песен на американската R&B и Хип-хоп певица Сиара. Песента е вторият сингъл от втория ѝ студиен албум – "Ciara: The Evolution".

## Ремикс
В ремикса на песента участва рапърът R. Kelly.

## Музикален видеоклип
Музикалното видео към песента е заснето на 2 октомври 2006 г.Премиерата му е на 25 октомври 2006 г. по сериите за музикални видеоклипове Acces Granted на BET.

## Позиции в музикалните класации
| Държава                               | Класация |
| ------------------------------------- | -------- |
| САЩ – Billboard Hot 100               | 11       |
| САЩ – Billboard Pop Songs             | 36       |
| САЩ – Billboard Hot R&B/Hip-Hop Songs | 1        |

## История на издаване
| Държава | Дата             | Формат            | Музикален издател |
| ------- | ---------------- | ----------------- | ----------------- |
| САЩ     | 16 октомври 2006 | Радио излъчване   | LaFace Records    |
| САЩ     | 7 ноември 2006   | Дигитално сваляне | LaFace Records    |